# Mayonaka no Shadow Boy
Mayonaka no Shadow Boy (真夜中のシャドーボーイ?, Mayonaka no Shadō Bōi) è un brano musicale della boy band giapponese Hey! Say! JUMP, pubblicato come loro quarto singolo il 28 ottobre 2008. Il singolo ha raggiunto la vetta della classifica Oricon dei singoli più venduti in Giappone ed ha venduto 272 597 copie., Il brano è stato utilizzato come sigla di chiusura del dorama televisivo Scrap Teacher con gli stessi membri del gruppo musicale ad interpretar i ruoli di personaggi principali.

## Tracce
Edizione regolare
1. Mayonaka no Shadow Boy
2. School Kakumei
3. Deep Night Kimi Omou
4. Mayonaka no Shadow Boy (Instrumental)
5. School Kakumei (Instrumental)
6. Deep Night Kimi Omou (Instrumental)

Edizione limitata
CD
1. Mayonaka no Shadow Boy
2. School Kakumei

DVD
1. Mayonaka no Shadow Boy PV
2. Making of

## Classifiche
| Classifica (2008)                  | Posizione più alta |
| ---------------------------------- | ------------------ |
| Giappone (Oricon)                  | 1                  |
| Giappone (Billboard Japan Hot 100) | 1                  |